# استیت لاین، شهرستان بدفورد، پنسیلوانیا
استیت لاین (به انگلیسی: State Line) یک منطقهٔ مسکونی در ایالات متحده آمریکا است که در شهرستان بدفورد، پنسیلوانیا واقع شده‌است. استیت لاین ۲۲۳٫۱۲ متر بالاتر از سطح دریا قرار دارد.